# Vaccí de Novavax contra la COVID-19
El vaccí de Novavax contra la COVID-19, és un vaccí contra la COVID-19, amb els noms comercials de Covovax, Nuvaxovid, desenvolupat per Novavax i la Coalició per a les Innovacions en Preparació per Epidèmies (CEPI).

## Descripció
S'ha descrit NVX-CoV2373 com un vaccí de subunitats de proteïnes i una vacuna de partícules semilivíriques, tot i que els productors l'anomenen "vacuna de nanopartícules recombinants".
El vaccí es produeix creant un baculovirus dissenyat que conté un gen per a una proteïna S del SARS-CoV-2 modificada. El baculovirus infecta llavors un cultiu de cèl·lules de l'arna Sf9, que creen la proteïna S i la mostren a les seves membranes cel·lulars. Les proteïnes S es recullen i es munten en una nanopartícula de lípids sintètics d'uns 50 nanòmetres de diàmetre, cadascuna amb fins a 14 proteïnes S.
La formulació inclou un adjuvant basat en la saponina.

## Autoritzacions
Autorització plena
     Autorització d'emergència
     Permesa per viatges
     Destinatari apte per a COVAX
Plena (4)
1. Austràlia[9]
2. Canadà[10]
3. Japó[11]
4. Corea del Sud[12]

Emergència (41)
1. Bangladesh[13]
2. Estats Units[14][15]
3. Filipines[16]
4. Índia[17]
5. Indonèsia[18]
6. Nova Zelanda[19]
7. Regne Unit[20]
8. Singapur[21]
9. Suïssa[22]
10. Tailàndia[23]
11. Taiwan[24]
Agència Europea del Medicament:[25]
12. Alemanya
13. Àustria
14. Bèlgica
15. Bulgària
16. Croàcia
17. Dinamarca
18. Eslovàquia
19. Eslovènia
20. Espanya
21. Estònia
22. Finlàndia
23. França
24. Grècia
25. Hongria
26. Irlanda
27. Islàndia
28. Itàlia
29. Letònia
30. Liechtenstein
31. Lituània
32. Luxemburg
33. Malta
34. Noruega
35. Països Baixos
36. Polònia
37. Portugal
38. Romania
39. Suècia
40. Txèquia
41. Xipre

## Emmagatzematge
A 2-8 °C.

## Administració
En 2 dosis administrades amb 21 dies de diferència.